# Phrynobatrachus perpalmatus
Phrynobatrachus perpalmatus е вид жаба от семейство Phrynobatrachidae. Видът не е застрашен от изчезване.

## Разпространение
Разпространен е в Бурунди, Демократична република Конго, Замбия, Малави, Мозамбик, Танзания и Южен Судан.